# Pölle 47, 48 (Quedlinburg)

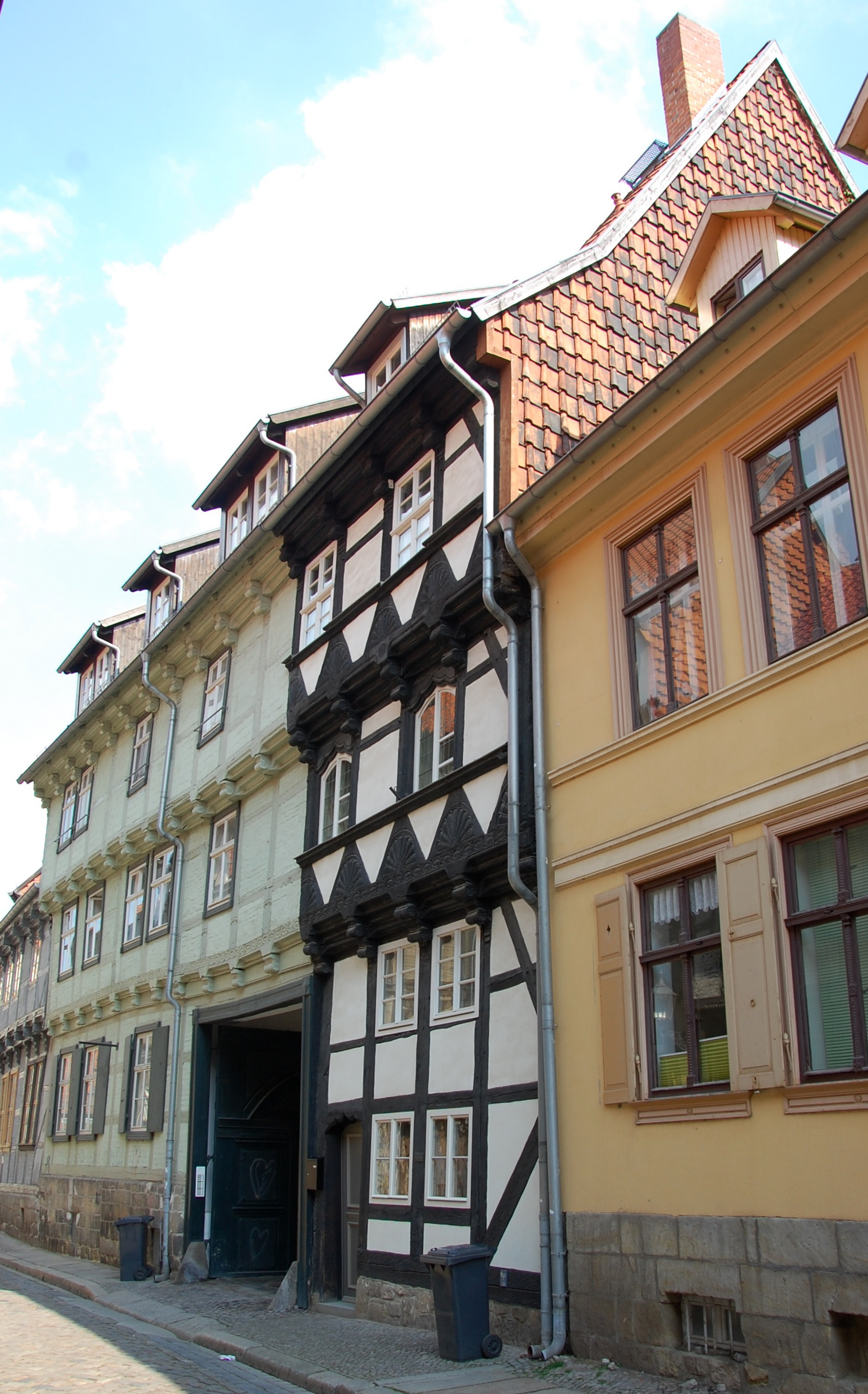
Haus Pölle 47, 48

Das Haus Pölle 47, 48 ist ein denkmalgeschütztes Gebäude in der Stadt Quedlinburg in Sachsen-Anhalt.

## Lage
Es befindet sich im östlichen Teil der historischen Quedlinburger Altstadt auf der Südseite der Straße Pölle und gehört zum UNESCO-Weltkulturerbe. Im Quedlinburger Denkmalverzeichnis ist es als Kaufmannshof eingetragen. Östlich grenzt das gleichfalls denkmalgeschützte Haus Pölle 46, westlich das Haus Pölle 49 an.

## Architektur und Geschichte
Das straßenseitige Wohnhaus wurde um 1550 in Fachwerkbauweise errichtet. Es weist sowohl Elemente der Spätgotik als auch der Renaissance auf und gilt als frühes Beispiel des Niedersächsischen Fachwerkstils. Die oberen Geschosse kragen jeweils deutlich vor. Spätgotischen Ursprungs sind das am Haus befindliche Kielbogenportal, das als Astwerk ausgeführte Wellenband sowie der Rest der Toranlage. Die Fächerrosetten und die in Walzenform ausgeführten Balkenköpfe stellen hingegen für die Renaissance typische Verzierungen dar. Das Gebäude umfasst in der Breite 16 Gebinde und besteht aus zwei Gebäudeteilen, die nach ihrem Grundriss bereits beim Bau jeweils eigenständige Häuser waren. Ein die beiden Hälften trennender Giebel verläuft durch das komplette Gebäude. Für jede Hälfte besteht ein eigener Zugang und auch ein separater Keller. Der kleine Keller mit quadratischem Grundriss unterhalb der Hausnummer 48 ist aus Sandstein gemauert und verfügt über ein Tonnengewölbe. Der den Bau ausführende Zimmermeister ist unbekannt. Das Erdgeschoss wurde in der Zeit um 1820 umgebaut. In der Tordurchfahrt befindet sich eine barocke Treppe. Das Tor selbst entstand etwa 1840.
Das Haus gehörte vom 17. bis zum 19. Jahrhundert meistens Handwerkern. So sind Gerber, Schuster, Leinweber und Böttcher erwähnt.

### Westlicher Teil – Hausnummer 48
Der westliche Gebäudeteil präsentiert sich noch überwiegend im bauzeitlichen Zustand präsentiert. Im Erdgeschoss wurde nachträglich ein Zwischengeschoss eingefügt. Hierdurch mussten in einem hofseitigen Raum des Obergeschosses die Deckenbalken nach oben versetzt werden, wodurch dort eine Art Podest entstand.
Über dem Zwischengeschoss erheben sich zwei vorkragende Obergeschosse. An der Fachwerkfassade finden sich Walzenbalkenköpfe, die mit aus Kerbschnitten gebildeten Sternen verziert. Unter den Balkenköpfen sind Knaggen angeordnet. Zwischen den Balkenköpfen sind Schwellhölzer angeordnet, die als Schiffskehle gestaltet sind. An der Stockschwelle des ersten Obergeschosses befindet sich ein Wellenband. Das am Haus befindliche bauzeitliche Kielbogenportal entspricht in seiner Erscheinung einem im Haus Breite Straße 51, 52 befindlichen Durchgang. Die Decken in den Geschossen des Gebäudes bestehen aus zwischen die Deckenbalken eingefügten Lehmwickel. Im 18. Jahrhundert erfolgten Umbauten, wobei auch die Hauseingangstür versetzt wurde. Das Kielbogenportal blieb jedoch erhalten. Bei der Versetzung der Tür wurde der rechte Ständer der Tür entfernt und erste in jüngerer Zeit erneuert. Im 18. und 19. Jahrhundert wurden die Fensterstürze entfernt, später jedoch rekonstruiert.
Zum Hof hin ist das Fachwerk der Außenwand nur in den oberen Stockwerken noch bauzeitlichen Ursprungs. Bereits zum Beginn der Sanierung in den 1990er Jahren wurden jedoch keine aus der Bauzeit stammenden Gefache festgestellt. Anders im Giebel zur Nummer 47, in dem Gefache noch mit Strohlehmstackungen aus der Bauzeit verfüllt sind. Sowohl zur Hof- als auch zur Straßenseite hin sind die Gefache mit einer Mischung aus Lehm sowie Sand- und Ziegelsteinen verfüllt.
Bedeckt ist das Haus mit einem hohen Satteldach.
Im Jahr 1994 erfolgten Untersuchungen hinsichtlich der ursprünglichen Farbgebung, maßgeblich waren. Dabei ergab sich, dass die beiden Gebäudeteile bereits sehr früh in unterschiedlicher Weise ausgestaltet worden waren. Die Ergebnisse wurden in der heutigen Gestaltung der Fassade umgesetzt. Das Holz des Fachwerks war ursprünglich mit Leinöl behandelt. Vermutlich nachträglich waren bestimmte Elemente wie Balkenköpfe, Knaggen, Fächerrosetten sowie die Fasungen an den Vorhangbogenprofilen und die Ständer beiderseits von Tür und Fenstern mit einem roten Anstrich versehen.
In den Jahren 1998 bis 2000 wurde das Gebäude saniert. Die Sanierung erfolgte schonend, nach ökologischen Gesichtspunkten überwiegend durch Eigenleistungen der Bauherrin. Dabei wurde an einer Ausfachung im Inneren des Gebäudes Nummer 48 eine bauzeitliche, schematische, nicht maßstabsgerechte Konstruktionszeichnung des Fachwerks eines Gebäudes entdeckt. Sie war in den Lehmputz geritzt und mit roter Farbe nachgezeichnet.
Problematisch war der straßenseitige Sockelbereich des Hauses. Da sich im Laufe der Zeit das Straßenniveau erhöht hatte, drang dort Feuchtigkeit ein, mit der Folge, dass die Schwelle verfault war. Die Grundschwelle des Hauses wurde daher erhöht und mit Sandsteinen aus dem Fundus der Stadt Quedlinburg untermauert. Die Außenwände des Hauses wurden mit einer Innendämmung versehen. Im Erdgeschoss wurde eine fünf Zentimeter starke Platte aus Kork aufgebracht. Das erste Obergeschoss erhielt eine mit einer Dampfbremse versehene Ständerwandkonstruktion, in die ein auf altem Zeitungspapier basierender Dämmstoff aus Zellulose eingeblasen wurde. Im zweiten Obergeschoss besteht die Innendämmung aus einer 2,5 Zentimeter starken Lehmbauplatte. Die Türen im Inneren des Hauses stammen überwiegend aus dem städtischen Fundus und erhielten nach der Restaurierung nur eine Lasur.
Das Haus Pölle 48 dient als Wohnhaus.

### Östlicher Teil – Hausnummer 47
Das Haus Nummer 47 verfügt über ein zweiflügliges Tor in das mittig eine Tür eingefügt ist. Das Tor ist durch Stützkloben mit den seitlichen Fachwerkständern verbunden. Die Torflügel sind mit sechs Füllungsfeldern versehen, die in ihren Ecken mit Eckdiamantquadern verziert sind. Die oberen Torhälften verfügen über einen mit Klötzchenfries versehenen Segmentbogen.
Das Fachwerk von Erdgeschoss und erstem Obergeschoss wurden vermutlich im 19. Jahrhundert umgebaut. Die ehemals in Form von Walzen ausgeführten Knaggen wurden entfernt. An der Stockschwelle des ersten Obergeschosses ist jedoch noch ein Wellenband erhalten. Im zweiten Obergeschoss ist die ursprüngliche Ständerreihung noch vorhanden, die Brüstungs- und Sturzriegel wurden jedoch, um größere Fenster zu ermöglichen, versetzt. Die Gefache sind mit Ziegelsteinen vermauert. An den Ständern finden sich noch Reste von ehemals vorhandenen Fächerrosetten. In den oberen Stockwerken ist noch der ursprüngliche, bauzeitliche Grundriss zu erkennen. Auf der Straßenseite lagen die größeren, hellen, als Wohnstuben genutzten Räume, während zum Hof hin die Wirtschaftsräume angeordnet waren. Das Erdgeschoss wurde in der Zeit des Barock umgebaut. Später fanden an der barocken Treppe Veränderungen statt. So erhielt das Geländer im 19. Jahrhundert einfache gedrechselte Stäbe. Weitere Umbauten des Erdgeschosses erfolgten 1913.
Im Gebäude Pölle 47 sind heute Ferienwohnungen untergebracht.
Auf dem Hof des Anwesens befindet sich ein um 1750 entstandener Gebäudeflügel. Er wurde im 19. Jahrhundert und im Jahr 1932 umgebaut. Das Grundstück Pölle 48 verfügte über Ställe.